# CDP
CDP Sp. z o.o. (do 12 kwietnia 2017 r. cdp.pl Sp. z o.o., do 21 września 2012 CD Projekt Sp. z o.o.) – polski wydawca i dystrybutor gier komputerowych, który w swej ponaddwudziestoletniej historii prowadził również dystrybucję filmów, e-booków, audiobooków, książek i gier karcianych. Spółka jest m.in. polskim dystrybutorem marki Wiedźmin, Diablo, World of Warcraft i Call Of Duty.
Przedsiębiorstwo zostało założone w maju 1994 przez Marcina Iwińskiego i Michała Kicińskiego. Od początku swojej działalności zajmowało się dystrybucją na polskim rynku oprogramowania na płytach CD-ROM. Pierwszym tytułem skierowanym do dystrybucji, w szybko wyprzedanym nakładzie 1000 sztuk, był The Last Bounty Hunter studia American Laser Games.
Jest dystrybutorem między innymi tytułów Blizzard Entertainment, CD Projekt, Activision, THQ Nordic, Focus Home Interactive, Giants Software. 10 września 2012 przedsiębiorstwo poinformowało o zmianie swojej nazwy z „CD Projekt” na „cdp.pl”, uruchamiając jednocześnie pod tym adresem sklep internetowy zajmujący się sprzedażą cyfrowych wersji gier, a także e-booków i e-komiksów. W styczniu 2015 r. uruchomiła nową wersję platformy e-Commerce, oferującą ponad 40 tys. produktów fizycznych i cyfrowych w sześciu kategoriach: książki, gry, muzyka, filmy, sprzęt i produkty z segmentu hobby.
W listopadzie 2014 roku miał miejsce wykup menadżerski spółki. Członkowie zarządu Michał Gembicki i Robert Wesołowski wykupili od CD Projekt pakiet kontrolny, a CDP stała się samodzielną spółką. W czerwcu 2016 r. CDP powiadomiło o utworzeniu nowej marki Klabater, która będzie odpowiedzialna za wydawanie gier niezależnych na globalnym rynku. W marcu 2017 r. została sprzedana część składników majątku CDP w tym platforma e-commerce cdp.pl, nabywcą zostało przedsiębiorstwo z grupy kapitałowej Merlin Group S.A. W 2020 roku spółka złożyła wniosek o upadłość.

## Historia

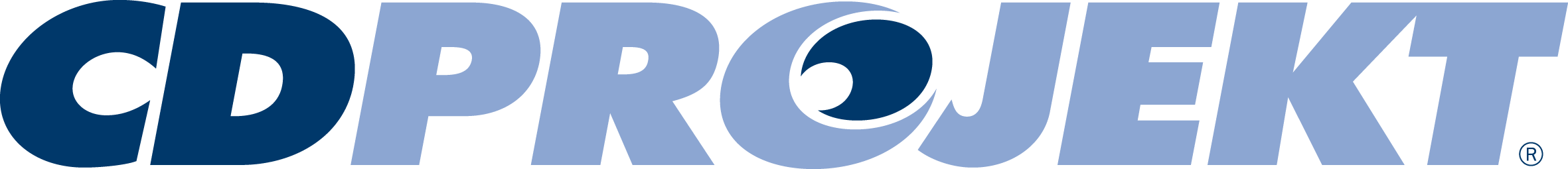
Oryginalne logo CD Projektu

W początkowym okresie działalności CDP (wtedy CD Projekt) sprowadzał oprogramowanie od dystrybutorów ze Stanów Zjednoczonych, niedługo później nawiązał kontakty handlowe z producentami gier. W ciągu trzech pierwszych lat swojego istnienia został dystrybutorem przedsiębiorstw 7th Level (wraz z MarkSoft), Acclaim, American Laser Games, Blizzard, Blue Byte, Interplay oraz Psygnosis. Przedsiębiorstwo zaczęło wydawać programy z instrukcjami i pudełkami w języku polskim, następnie rozpoczęto prace nad pełnymi tłumaczeniami gier. Przełomowe okazało się wydanie w maju 1999 roku gry Baldur’s Gate; do prac przy podkładaniu głosów w polskiej wersji przedsiębiorstwo zatrudniło kilku znanych aktorów, m.in. Piotra Fronczewskiego i Wiktora Zborowskiego. Według danych z 2007 roku całkowita sprzedaż tytułu w Polsce przekroczyła 100 tys. egzemplarzy.
W 1998 roku przedsiębiorstwo zaczęło wydawanie serii Strefa Niskich Cen (Nowa eXtra Klasyka, Platynowa Kolekcja czy eXtra Gra). W latach 1999–2000 w ofercie przedsiębiorstwa pojawiły się m.in. gry Diablo II, Baldur’s Gate II: Cienie Amn i Colin McRae Rally. W kolejnych latach CD Projektowi udało się pozyskać oferty na nowe gry zachodnich wydawców, dzięki czemu stał się dystrybutorem tytułów takich potentatów jak Atari, Konami, Disney, Microsoft, Sega i Vivendi.
W 2002 roku CD Projekt nawiązał współpracę z przedsiębiorstwem Disney. W międzyczasie rozpoczęto dystrybucję na zasadzie wyłączności gier Ubisoftu na konsole PlayStation i PlayStation 2. W lutym tego roku przedsiębiorstwo uruchomiło nową jednostkę – CD Projekt Red, zajmującą się tworzeniem gier komputerowych na PC. Pierwszą ich grą jest Wiedźmin, oparty na scenariuszu powstałym na podstawie prozy Andrzeja Sapkowskiego. W marcu 2005 zespół CD Projekt Red składał się z 31 osób. 1 lipca 2002 roku przedsiębiorstwo otworzyło biuro w Pradze.
W 2004 roku CD Projekt nawiązał współpracę z przedsiębiorstwami Sega i THQ stając się wyłącznym dystrybutorem gier tych przedsiębiorstw. W wyniku umowy z przedsiębiorstwem Microsoft, CD Projekt został dystrybutorem w Polsce konsoli Xbox 360.
6 października 2005 przedsiębiorstwo uruchomiło własny portal o grach o nazwie gram.pl. W ramach wortalu udostępniona została m.in. usługa „dożywotniej gwarancji” gier komputerowych – zniszczone nośniki podlegają wymianie, pod warunkiem uiszczenia opłaty manipulacyjnej. Gwarancja obejmuje cykl życia produktu (gry) i wygasa wraz z jego zniknięciem z rynku (nie ma tu znaczenia wydanie, CD Projekt wymienia nośniki dopóki prowadzi sprzedaż produktu w jakiejkolwiek serii czy reedycji).
1 lutego 2008 gram.pl stało się spółką niezależną od CD Projektu. 18 lutego tego roku przedsiębiorstwo stało się większościowym udziałowcem w Metropolis Software, studiu odpowiedzialnym m.in. za trylogię Gorky. Kolejną grą wydaną przez obydwa przedsiębiorstwa miała być They, obecnie ten projekt zawieszono. W tym samym roku spółkę przekształcono w holding CDP Investment, a oddział wydający gry stał jego główną częścią.
25 stycznia 2011 nastąpiła zmiana właściciela spółki CD Projekt w rejestrze sądowym. Oznacza to, że CDP Investment zastąpiony został przez Optimus. 17 listopada 2011 podczas konferencji dla inwestorów przedsiębiorstwo ogłosiło, że wejdzie na rynek dystrybucji filmów kinowych. Pierwsza premiera zapowiedziana została na 2012 rok.
W lutym 2014 roku przedsiębiorstwo poinformowało o podpisaniu umowy dystrybucyjnej z Warner Bros. Home Entertainment.
W listopadzie 2014 roku CD Projekt sprzedał pakiet kontrolny spółce CDP, która tym samym uniezależniła się od grupy kapitałowej, a nowymi właścicielami zostali jej wieloletni pracownicy Robert Wesołowski i Michał Gembicki. Na początku 2015 r. CDP otworzył nowoczesną platformę e-Commerce cdp.pl z rozszerzoną ofertą produktową.
W 2019 roku z przedsiębiorstwa wydzielono pewną zorganizowaną część i przeniesiono ją do notowanej na NewConnect spółki Klabater. Od początku 2020 roku media pisały o kłopotach w przedsiębiorstwie; w kwietniu 2020 roku spółka złożyła wniosek o upadłość.

## Charakterystyka spółki
Od 2003 przedsiębiorstwo corocznie umieszczane było na liście Gazel Biznesu – prowadzonym przez Puls Biznesu rankingu małych i średnich polskich przedsiębiorstw – zajmując tam pozycje od 167. (w 2003) do 1388. (2004). W 2007 uplasowało się 462. miejscu.
Obecnie CDP to ponad 50-osobowy zespół, złożony ze specjalistów z dziedzin zarządzania, finansów, marketingu, sprzedaży, logistyki oraz DTP.

## Serie wydawnicze
W 1998 roku przedsiębiorstwo zaczęło wydawanie serii Strefa Niskich Cen, w ramach której cena detaliczna niektórych gier wynosiła 39 zł. Gry w serii Fajna Cena: Złota Kolekcja, Platynowa Kolekcja, Fajna Cena, eXtra Gra, eXtra Klasyka neXt, eXtra Klasyka: XK Hit, XK Gold, XK Dodatek, TopSeller, Disney Edukacja, Disney Klasyka, Disney Magiczna Kolekcja i Twój Prymus.
- Złota Kolekcja – specjalne wydanie najlepszych gier komputerowych z oficjalnymi dodatkami
- Platynowa Kolekcja – seria gier komputerowych, które zdobyły uznanie i rzesze fanów na całym świecie
- TopSeller – seria pośrednicząca między PK a XK
- eXtra Klasyka: XK Dodatek – dodatki do gier z serii XK Hit
- eXtra Gra – miesięcznik skierowany do graczy komputerowych. Pismo zawiera, oprócz prezentacji i opisów najnowszych gier, które pokazują się na rynku, również pełną komercyjną wersję gry komputerowej dokładanej do całego nakładu
- $upercena – tanie gry w trzech kategoriach tematycznych
- Grywalność ponad wszystko – najlepsze gry niezależne dostępne na rynku w atrakcyjnej cenie[17].
- Gamebook – Kompletne kolekcje gier z dołączoną książką, zawierającą historię tytułów, porady, ciekawostki oraz publicystykę.